# Harm Vanhoucke
Harm Vanhoucke, né le 17 juin 1997 à Courtrai, est un coureur cycliste belge.

## Biographie
Harm Vanhoucke est recruté en 2016 par l'équipe Lotto-Soudal U23, réserve de l'équipe professionnelle Lotto-Soudal. Il remporte cette année-là le Tour de Lombardie amateurs et une étape du Tour de Savoie Mont-Blanc. En 2017, il gagne la Flèche ardennaise, une étape du Tour de la Vallée d'Aoste, le classement général et une étape du Tour de Navarre et prend la troisième place du Tour de Savoie Mont-Blanc. Il est alors considéré comme l'un des meilleurs grimpeurs de la catégorie espoirs. Ses résultats au cours de cette saison lui valent, comme son coéquipier Bjorg Lambrecht, de signer un contrat avec Lotto-Soudal afin d'y devenir professionnel le 1er juillet 2018.
En 2018, après des résultats décevants en début de saison, il est mis au repos en mai car il souffre d'anémie,. En 2019, il dispute son premier grand tour et se classe 115e du Tour d'Espagne. 
Il lance sa saison 2020 par une 10e place sur le Trofeo Serra de Tramuntana et enchaîne par une 15e place sur Pollença-Andratx dès le lendemain. Il décroche deux neuvièmes places sur le Tour d'Andalousie et s'y classe 10e du classement général. À la suite de la pandémie de Covid-19, il reprend la compétition au Tour de l'Ain, 12e du classement général. Fin août, il termine meilleur grimpeur du Tour Poitou-Charentes en Nouvelle-Aquitaine. Lors du Tour d'Italie, son équipe lui donne carte blanche sur la troisième étape où il se classe troisième derrière deux membres de l'échappée matinale et devant les favoris du général. Il réalise le meilleur temps de la montée finale de l'Etna, obtenant son premier résultat notable chez les professionnels après deux saisons difficiles,. Quatrième du général au terme de la première semaine, il craque lors de la dixième étape et redescend au seizième rang. Il conclura finalement l'épreuve à la 60e place.
En 2021, il décroche sa première place sur le Tour des Émirats arabes unis, 5e de la troisième étape. Il enchaîne par Paris-Nice, 9e de la septième étape, dont l'arrivée est au col Saint-Martin, et 11e du classement général. Sur le Tour de Catalogne (16e au général), comme aux Émirats arabes unis, il termine 5e de la troisième étape dont l'arrivée est adjugée à Vallter 2000. Le 25 avril, il participe à sa première classique de la saison, découvrant Liège-Bastogne-Liège. Il y passe à l'offensive à 60 kilomètres de l'arrivée, lors de l'ascension de la côte du Rosier.
En septembre 2022, DSM annonce le recrutement de Vanhoucke pour 2023 et 2024. Cependant, dès le 15 août 2023, il rompt son contrat avec l'équipe DSM  en raison d'un désaccord sur les ambitions sportives et retourne au sein de l'équipe Lotto Dstny.

## Palmarès
- 2015
  - Champion de Flandre-Occidentale du contre-la-montre juniors
  - Tour du Condroz
  - 1re étape du Tour de Flandre-Orientale
  - 3e du Tour de Haute-Autriche juniors
- 2016
  - Tour de Lombardie amateurs
  - 2e étape du Tour de Savoie Mont-Blanc
- 2017
  - Flèche ardennaise
  - Tour de Navarre :
    - Classement général
    - 2e étape

  - 3e étape du Tour de la Vallée d'Aoste
  - 3e du Tour de Savoie Mont-Blanc
- 2018
  - 3e du championnat de Belgique du contre-la-montre espoirs
- 2021
  - 2e du Tour de l'Ain
- 2022
  - 2e du Sibiu Cycling Tour
- 2023
  - 3e étape de l'Okolo Jižních Čech
  - 10e du Tour des Émirats arabes unis
- 2024
  - 3e de la Mercan'Tour Classic Alpes-Maritimes

## Résultats sur les grands tours

### Tour de France
1 participation
- 2024 : 130e

### Tour d'Italie
4 participations
- 2020 : 60e
- 2021 : 86e
- 2022 : abandon (17e étape)
- 2023 : abandon (12e étape)

### Tour d'Espagne
2 participations
- 2019 : 115e
- 2021 : 115e

## Classements mondiaux
| Année                                 | 2016 | 2017 | 2018  | 2019  | 2020 | 2021 | 2022 | 2023 | 2024 |
| ------------------------------------- | ---- | ---- | ----- | ----- | ---- | ---- | ---- | ---- | ---- |
| Classement mondial                    | 863e | 608e | 1601e | 2637e | 353e | 278e | 317e | 737e | 279e |
| UCI Europe Tour                       | 555e | 351e | 1158e | 1654e | 289e | 235e | 255e | nc   | nc   |
| UCI Asia Tour                         | nc   | nc   | 457e  |       |      |      |      |      |      |
|                                       |      |      |       |       |      |      |      |      |      |
| Légende : nc = non classéSource : UCI |      |      |       |       |      |      |      |      |      |